# Anca Parghel
Anca Parghel, née à Câmpulung Moldovenesc le 16 septembre 1957 et décédée à Timişoara le 5 décembre 2008, est une chanteuse de jazz roumaine.
Anca Parghel s'est produite à des festivals de jazz aux États-Unis et en Europe. Elle a vécu un temps en Belgique où elle enseigna la musique de jazz et où elle chanta également. Elle a enseigné en Allemagne également.
En 1994 elle fut atteinte d'un cancer du sein dont elle fut guérie. En juin 2008 un cancer des ovaires fut diagnostiqué, ce qui provoqua en Roumanie une campagne nationale de récolte de fonds pour son traitement. Elle fut soignée en Autriche, en Serbie et en Roumanie, mais succomba le 5 décembre 2008.

## Discographie
- Tinerii dansează (Electrecord, 1986)
- Soul, My Secret Place (Blue Flame, 1987)
- Magic Bird  (cu Mircea Tiberian) (Electrecord, 1988)
- Indian Princess (Blue Flame, 1989)
- Octet Ost (Amadeo, 1990)
- Ron und Tania (Polydor, 1991)
- Is That So? (Koala, 1992)
- Airballoon (Nabel, 1992)
- Beautiful Colours (Nabel, 1993)
- Carpathian Colours (Nabel, 1994)
- Jazz, My Secret Soul (Intercont Music, 1994)
- Indian Princess (Jazz Specials Edition) (Miramar, 1995)
- Noapte albă de crăciun / White Christmas Night (Prima Club, 1994)
- Midnight Prayer (Intercont Music, 1996)
- Primal Sound (Acoustic Music, 1999)
- Zamorena (feat. Tom Boxer; Roton, 2008)

## Source
- (nl) Cet article est partiellement ou en totalité issu de l’article de Wikipédia en néerlandais intitulé « Anca Parghel » (voir la liste des auteurs).